# Akil Thomas
Akil Thomas, född 2 januari 2000, är en kanadensisk-amerikansk professionell ishockeyforward som är kontrakterad till Los Angeles Kings i National Hockey League (NHL) och spelar för Ontario Reign i American Hockey League (AHL).
Han har tidigare spelat för Niagara Icedogs och Peterborough Petes i Ontario Hockey League (OHL).
Thomas draftades av Los Angeles Kings i andra rundan i 2018 års draft som 51:a spelare totalt.

## Statistik
| 2015–2016  | Toronto Marlboros     | GTHL       | 56  | 33  | 39  | 72  | 12  | —  | — | — | —  | —  |
|            | St. Michael's Majors  |            | 2   | 0   | 2   | 2   | 0   | 2  | 0 | 1 | 1  | 0  |
|            | St. Michael's Buzzers | OJHL       | 3   | 0   | 0   | 0   | 0   | —  | — | — | —  | —  |
| 2016–2017  | Niagara Icedogs       | OHL        | 61  | 21  | 27  | 48  | 17  | 4  | 0 | 0 | 0  | 0  |
| 2017–2018  | Niagara Icedogs       | OHL        | 68  | 22  | 59  | 81  | 36  | 10 | 5 | 6 | 11 | 6  |
| 2018–2019  | Niagara Icedogs       | OHL        | 63  | 38  | 64  | 102 | 40  | 8  | 3 | 3 | 6  | 4  |
| 2019–2020  | Niagara Icedogs       | OHL        | 27  | 15  | 29  | 44  | 30  | —  | — | — | —  | —  |
|            | Peterborough Petes    | OHL        | 22  | 9   | 31  | 40  | 26  | —  | — | — | —  | —  |
| 2020–2021  | Ontario Reign         | AHL        | 40  | 11  | 15  | 26  | 12  | 1  | 1 | 0 | 1  | 0  |
| 2021–2022  | Ontario Reign         | AHL        | 40  | 8   | 5   | 13  | 13  | 4  | 4 | 0 | 4  | 4  |
| 2022–2023  | Ontario Reign         | AHL        | 13  | 5   | 3   | 8   | 8   | —  | — | — | —  | —  |
| 2023–2024  | Los Angeles Kings     | NHL        | 1   | 0   | 0   | 0   | 0   | —  | — | — | —  | —  |
|            | Ontario Reign         | AHL        | 61  | 22  | 21  | 43  | 39  | —  | — | — | —  | —  |
| NHL totalt | NHL totalt            | NHL totalt | 1   | 0   | 0   | 0   | 0   | —  | — | — | —  | —  |
| AHL totalt | AHL totalt            | AHL totalt | 154 | 46  | 44  | 90  | 72  | 5  | 5 | 0 | 5  | 4  |
| OHL totalt | OHL totalt            | OHL totalt | 241 | 105 | 210 | 315 | 149 | 22 | 8 | 9 | 17 | 10 |

### Internationellt
| Källa: Uppdaterad: 2024-04-04 | Källa: Uppdaterad: 2024-04-04 | Källa: Uppdaterad: 2024-04-04 |         | Utv = Utvisningsminuter | Utv = Utvisningsminuter | Utv = Utvisningsminuter | Utv = Utvisningsminuter | Utv = Utvisningsminuter |
| År                            | Lag                           | Mästerskap                    | Matcher | Mål                     | Assists                 | Poäng                   | Utv                     |                         |
| ----------------------------- | ----------------------------- | ----------------------------- | ------- | ----------------------- | ----------------------- | ----------------------- | ----------------------- | ----------------------- |
| 2017                          | Kanada                        | U18-VM                        | 5       | 0                       | 0                       | 0                       | 2                       |                         |
| 2017                          | Kanada                        | Ivan Hlinka                   | 5       | 2                       | 4                       | 6                       | 0                       |                         |
| 2018                          | Kanada                        | U18-VM                        | 4       | 1                       | 1                       | 2                       | 0                       |                         |
| 2020                          | Kanada                        | JVM                           | 7       | 1                       | 1                       | 2                       | 0                       |                         |
| Junior totalt                 | Junior totalt                 | Junior totalt                 | 21      | 4                       | 6                       | 10                      | 2                       |                         |